# Papaver glaucum
Papaver glaucum là một loài thực vật có hoa trong họ Anh túc. Loài này được Boiss. & Hausskn. mô tả khoa học đầu tiên năm 1867.